# Le Rochereau
Le Rochereau és un municipi francès situat al departament de la Viena i a la regió de la Nova Aquitània. L'any 2007 tenia 680 habitants.

## Demografia

### Població
El 2007 la població de fet de Le Rochereau era de 680 persones. Hi havia 267 famílies de les quals 61 eren unipersonals (27 homes vivint sols i 34 dones vivint soles), 99 parelles sense fills, 99 parelles amb fills i 8 famílies monoparentals amb fills.
La població ha evolucionat segons el següent gràfic:
Habitants censats

### Habitatges
El 2007 hi havia 320 habitatges, 278 eren l'habitatge principal de la família, 15 eren segones residències i 27 estaven desocupats. 313 eren cases i 4 eren apartaments. Dels 278 habitatges principals, 226 estaven ocupats pels seus propietaris, 46 estaven llogats i ocupats pels llogaters i 7 estaven cedits a títol gratuït; 3 tenien una cambra, 14 en tenien dues, 34 en tenien tres, 67 en tenien quatre i 160 en tenien cinc o més. 200 habitatges disposaven pel capbaix d'una plaça de pàrquing. A 89 habitatges hi havia un automòbil i a 165 n'hi havia dos o més.

### Piràmide de població
La piràmide de població per edats i sexe el 2009 era:
| Homes | Edats   | Dones |
| ----- | ------- | ----- |
| 0     | 95 o +  | 0     |
| 8     | 90 a 94 | 12    |
| 0     | 85 a 89 | 8     |
| 4     | 80 a 84 | 4     |
| 0     | 75 a 79 | 4     |
| 16    | 70 a 74 | 16    |
| 36    | 65 a 69 | 20    |
| 16    | 60 a 64 | 20    |
| 8     | 55 a 59 | 16    |
| 24    | 50 a 54 | 4     |
| 20    | 45 a 49 | 24    |
| 12    | 40 a 44 | 16    |
| 32    | 35 a 39 | 16    |
| 24    | 30 a 34 | 36    |
| 24    | 25 a 29 | 12    |
| 28    | 20 a 24 | 36    |
| 4     | 15 a 19 | 24    |
| 32    | 10 a 14 | 16    |
| 12    | 5 a 9   | 24    |
| 20    | 0 a 4   | 20    |

## Economia
El 2007 la població en edat de treballar era de 428 persones, 339 eren actives i 89 eren inactives. De les 339 persones actives 310 estaven ocupades (167 homes i 143 dones) i 28 estaven aturades (12 homes i 16 dones). De les 89 persones inactives 40 estaven jubilades, 27 estaven estudiant i 22 estaven classificades com a «altres inactius».

### Ingressos
El 2009 a Le Rochereau hi havia 297 unitats fiscals que integraven 737 persones, la mediana anual d'ingressos fiscals per persona era de 17.467 €.

### Activitats econòmiques
Dels 23 establiments que hi havia el 2007, 2 eren d'empreses extractives, 1 d'una empresa de coc i refinatge, 2 d'empreses de fabricació d'altres productes industrials, 5 d'empreses de construcció, 4 d'empreses de comerç i reparació d'automòbils, 3 d'empreses de transport, 2 d'empreses d'hostatgeria i restauració, 1 d'una empresa financera, 1 d'una empresa immobiliària i 2 d'empreses de serveis.
Dels 5 establiments de servei als particulars que hi havia el 2009, 1 era un paleta, 2 guixaires pintors, 1 fusteria i 1 empresa de construcció.
L'any 2000 a Le Rochereau hi havia 25 explotacions agrícoles que ocupaven un total de 1.521 hectàrees.

## Equipaments sanitaris i escolars
El 2009 hi havia una escola elemental integrada dins d'un grup escolar amb les comunes properes formant una escola dispersa.

## Poblacions més properes
El següent diagrama mostra les poblacions més properes.